# Dmitrij Lulin
Dmitrij Iwanowicz Lulin (ros. Дмитрий Иванович Люлин; ur. 2 grudnia 1934) – radziecki szpadzista, złoty medalista mistrzostw świata.
Podczas mistrzostw świata w Turynie w 1961 roku reprezentacja ZSRR w składzie: Arnold Czernuszewicz, Walentin Czernikow, Bruno Habārovs, Guram Kostawa i Dmitrij Lulin zdobyła złoty medal w szpadzie drużynowej. Był to jego jedyny medal wywalczony w zawodach tego cyklu.
Nigdy nie wziął udziału w igrzyskach olimpijskich.